# Jens Okking
Jens Dyhr Okking (født 18. december 1939, død 21. januar 2018) var en dansk skuespiller og politiker. Han medvirkede i en lang række danske film siden sin debut i Oktoberdage (1970). For sit arbejde modtog han tre Bodil-statuetter; bedste birolle i Nitten røde roser og for bedste hovedrolle i Strømer og At klappe med een hånd.
Okking var en af de første ledere af Jomfru Ane Teatret. Desuden var han den første direktør for kulturhuset Værket i Randers.

## Politisk karriere
Jens Okking var socialdemokrat, men forlod partiet i 1994 blandt andet i protest mod, at Jytte Hilden blev udnævnt til kulturminister. Han blev i 1999 valgt ind i Europa-Parlamentet for Junibevægelsen. Efter 2,5 år skiftede han til Folkebevægelsen mod EU, da han i sin korte tid i Parlamentet blev stadig mere kritisk overfor EU. I marts 2003 blev han sygemeldt fra Parlamentet på grund af en depression og stress.

## Privatliv
Jens Okking var far til to sønner og fire døtre.
Okking blev i 2004 ramt af en blodprop og valgte efterfølgende at indstille sit politiske virke. Han blev i 2004 igen medlem af Socialdemokraterne. Han boede i et familiekollektiv i Holme-Olstrup i ti år, men flyttede senere på plejehjem.

## Film
- Woyzeck (1968)
- Oktoberdage (1970)
- Tjærehandleren (1971)
- Revolutionen i vandkanten (1971)
- Olsen-bandens store kup (1972)
- Præsten i Vejlby (1972)
- Olsen-banden går amok (1973)
- Flugten (1973)
- Tilløkke Herbert (1974)
- Nitten røde roser (1974)
- Familien Gyldenkål (1975)
- Fader Min (1975)
- Familien Gyldenkål sprænger banken (1976)
- Strømer (1976)
- Affæren i Mølleby (1976)
- Den korte sommer (1976)
- Nyt legetøj (1977)
- Skytten (1977)
- Pas på ryggen, professor (1977)
- En by i provinsen (1977-1980 - tv-serie)
- Hør, var der ikke en som lo? (1978)
- Slægten (1978)
- Mig og Charly (1978)
- Honning Måne (1978)
- Giv mig een god grund til at være ædru (1980, kortfilm)
- Langturschauffør (1981)
- Gummi Tarzan (1981)
- Rocking Silver (1983)
- Zappa (1983)
- Een gang strømer... (1987)
- Kampen om den røde ko (1987)
- Guldregn (1988)
- Miraklet i Valby (1989)
- Gøngehøvdingen – 1992 som Kaptajn Mannheimer.
- Det forsømte forår (1993)
- Riget I (1994)
- Menneskedyret (1995)
- Ondt blod (1996)
- Barbara (1997)
- Riget II (1997)
- At klappe med een hånd (2001)
- Jolly Roger (2001)
- Gamle mænd i nye biler (2002)
- Inkasso (2004)
- Den gode strømer (2004)
- Opbrud (2005)
- Solkongen (2005)
- Bag det stille ydre (2005)
- Næste skridt (2006)